# 바오허구

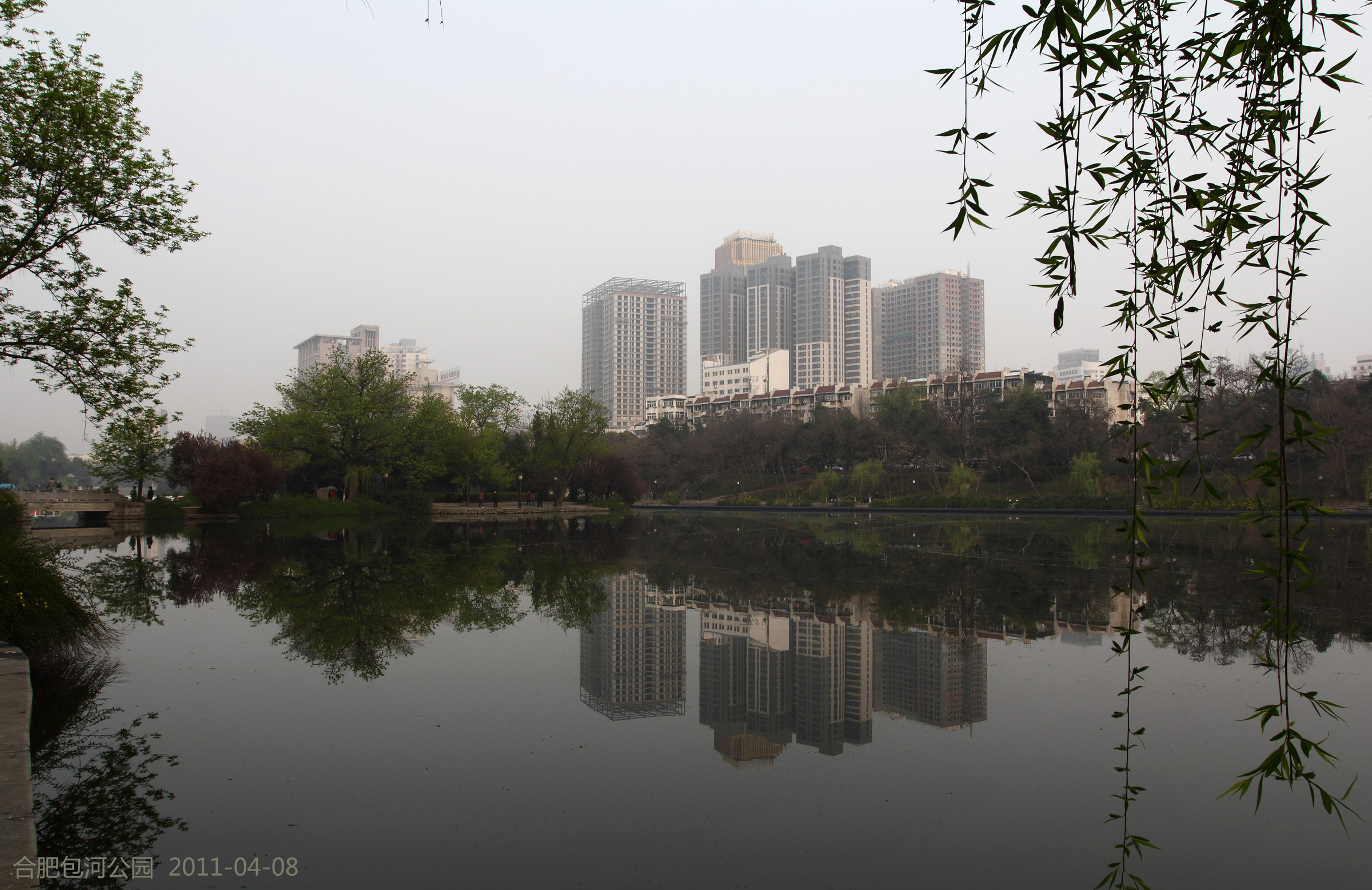

바오허구(한국어: 포하구, 중국어: 包河区, 병음: Bāohé Qū)는 중화인민공화국 안후이성 허페이 시의 현급 행정구역이다. 넓이는 197km2이고, 인구는 2007년 기준으로 490,000명이다.

## 행정 구역
5개 가도, 3개 진, 1개 향을 관할한다.
- 가도변사소: 芜湖路街道, 常青街道, 骆岗街道, 包公街道, 望湖路街道.
- 진: 义城镇, 淝河镇, 大圩镇.
- 향: 大圩乡